# Front office

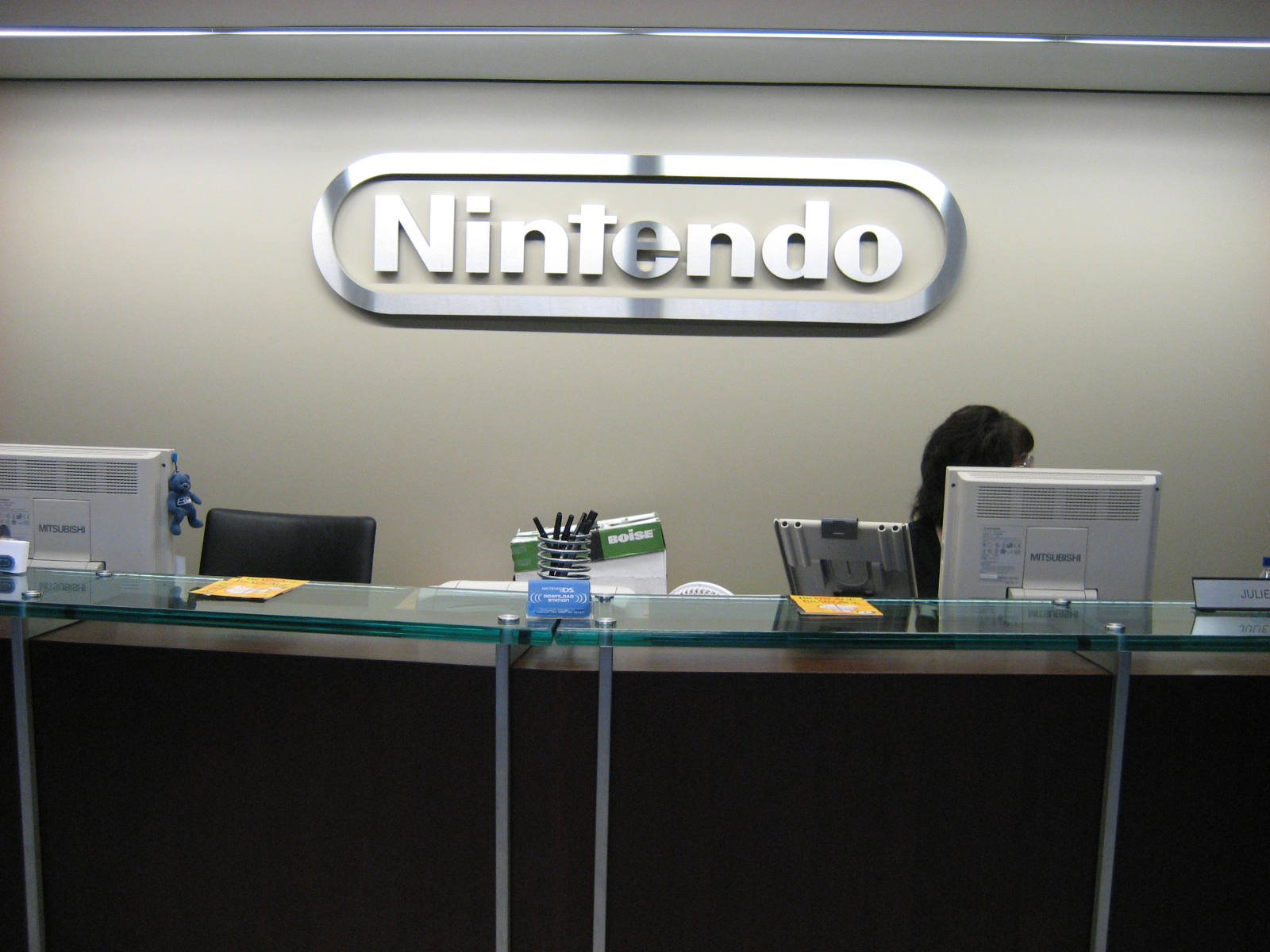
Front office w przedsiębiorstwie Nintendo

Front office (również front line) – określenie miejsca oraz funkcji w organizacji lub w przedsiębiorstwie, w których następuje interakcja pomiędzy klientem a pracownikiem. Są to np. recepcja oraz miejsca, w które pozwala się interesariuszom wejść na teren danego przedsiębiorstwa, by spotkać się z jego przedstawicielami.
Funkcje front office zależą od profilu działalności danego przedsiębiorstwa. Terminem front office określa się również pracowników, którzy w swojej codziennej pracy mają do czynienia z klientem.
Działalność prowadzoną wewnątrz przedsiębiorstwa określa się mianem działań typu back office.